# Frontopsylla postprojicia
Frontopsylla postprojicia är en loppart som beskrevs av Liu Quan, Qi Aimin et Li Zhongyuan 1985. Frontopsylla postprojicia ingår i släktet Frontopsylla och familjen smågnagarloppor. Inga underarter finns listade i Catalogue of Life.